# Филяково (Тотемский район)
Филяково — деревня в Тотемском районе Вологодской области.
Входит в состав Мосеевского сельского поселения, с точки зрения административно-территориального деления — в Мосеевский сельсовет.
Расстояние по автодороге до районного центра Тотьмы — 32 км, до центра муниципального образования деревни Мосеево — 8 км. Ближайшие населённые пункты — Бобровица, Кожинская, Фоминская.
По переписи 2002 года население — 2 человека.